# Ramganga Occidental
El Ramganga Occidental, generalment només esmentat com a Ramganga, i conegut també com a Ruhut o Ruput al seu curs superior, és un riu d'Uttarakhand i Uttar Pradesh. Neix al districte de Garhwal al sud de les muntanyes de l'Himàlaia i baixa durant 145 curs en un curs ràpid pel Garhwal i Kumaun, i arriba a la plana de Kalagarh, prop del fort d'aquest nom al sud del pic de Kalagarh districte de Bijnor a Uttar Pradesh. Ja un gran riu, a 25 km més al sud rep per la dreta el Khoh també procedent del Garhwal. segueix en direcció sud-est passant pels districtes de Moradabad i de Rampur, entrant al districte de Bareilly (passa per la ciutat d'aquest nom), seguint llavors al sud entre els districtes de Budaun i de Shahjahanpur i cap als de Farrukhabad i d'Hardoi. Desaigua al Ganges prop de Kanauj després d'un curs de 596 km.
Rep nombrosos afluents menors la major part procedents del Tarai (Índia), i altres més importants que baixen dels Himàlaia entre els quals destaquen el Kosi, al districte de Moradabad; el Dojora (format pel Kichha o Baghul Occidental), el Dhakra i el Bhakra, al districte de Bareilly; i el Deoha o Garra al districte de Shahjahanpur.